# 이승헌 (조선 중기)
이승헌(李承憲, ? ~ 1592년 4월)은 조선 중기의 무신, 군인으로 본관은 우계(羽溪)이다. 경기도 광주군 언주면(현, 서울특별시 서초구) 출신. 충장공 이복남(李福男)의 배다른 숙부였다.
증조부는 병마절도사 증 병조판서 이지방이고 할아버지는 병조참판 증 병조판서 이광식(李光軾)이며 아버지는 지중추부사 겸 군기시제조 이전(李戩)이고, 어머니는 미상이다. 아버지 이전과 형 또는 동생 이봉헌(李奉憲)은 선조가 의주로 피난갈 때 평양을 거쳐 의주까지 호종한 공로로 뒷날 1604년 호성원종공신 3등에 각각 책록되었다. 임진왜란 당시 웅치 전투와 남원성 전투에서 활약한 이복남(李福男)과 전란 초기에 전사한 이덕남, 탄금대 전투에서 함께 전사한 남도 우후 이인남 등은 그의 이복 형 이준헌의 아들들로, 모두 그의 배다른 조카들이었다.
그의 가계는 무반 가계로 그의 삼촌 이용(李庸+戈) 역시 무과에 급제하여 병마절도사와 변방의 장수로 근무했다.
그의 생애 초기 행적은 미상이다. 1592년(선조 25) 4월 임진왜란 직후 보름만에 일본군이 상륙, 형 이경헌(李敬憲)과 함께 도원수 신립의 군관으로 출정했다가 패하고 전사하였다. 후일 송덕상이 그의 종4대손 봉채에게 지어 준 《참판공 전-충장공 복남 조손복주첩》에 의하면 함께 전사한 이가 봉헌으로 되어 있으나, 봉헌은 호성원종공신에 녹훈되었다. 묘소와 사망 당시 연령은 미상이다.
그의 묘소와 장지는 미상이고, 자녀는 아들 이준남의 이름만이 전한다.

## 가족 관계
- 할아버지 : 이광식(李光軾, 1493 ~ 1563)
- 할머니 : 함안이씨, 평안도관찰사 양간공 이세응의 딸
- 아버지 : 이전(李戩, 1517 ~ ?)
- 어머니(전모) : 고성이씨, 형조좌랑 이광택의 딸
- 어머니(전모) : 하빈이씨, 부장 이윤우의 딸, 절제사 이맹례(李孟禮)의 증손
  - 이복 형 : 이준헌(李遵憲), 이복남, 이덕남, 이인남의 아버지
  - 이복 형수 : 전주이씨 이봉령
- 서모 : 이름 미상
- 어머니 : 미상
  - 형 : 이경헌(李敬憲, ? ~ 1592년 4월)
    - 조카 : 이제남(李悌男)
    - 조카 : 이충남(李忠男)
    - 조카 : 이성남(李誠男)
    - 조카사위 : 안인남(安仁男), 순흥인

  - 형 또는 동생 : 이봉헌(李奉憲)
- 부인 : 이름 미상
  - 아들 : 이준남(李峻男)
  - 며느리 : 이름 미상
    - 손녀사위 : 신세징(申世澄, 고령신씨), 신숙주의 후손, 신종호 6대손
    - 손녀사위 : 이환(李渙)
    - 손녀사위 : 민제건(閔梯騫)